# Ban Đại lục
Ban Đại lục là cơ quan hành chính tại cấp nội các thuộc Hành chính Viện của Đài Loan.
Ban Đại lục phụ trách sắp đặt, phát triển và thi hành chính sách về quan hệ lưỡng bờ nhắm vào Trung Quốc, Hương Cảng và Áo Môn.
Tại Trung Quốc, cơ quan giống Ban Đại lục về chức năng là Văn phòng Đài Loan. Cả hai nước đều chính thức giành lấy lãnh thổ của nhau, nhưng Trung Hoa Dân quốc giữ chỉ Đài Loan và các đảo xung quanh nên thường gọi là "Đài Loan", theo Hiến pháp Trung Hoa Dân quốc quy định là "Vùng Tự do", còn Cộng hòa Nhân dân Trung Hoa thì giữ đại lục cùng với Hương Cảng, Áo Môn, Hải Nam và các đảo khác nên gọi là "Trung Quốc". Do đó mà công việc về đại lục do Ban Đại lục xử lý chứ không phải Bộ Ngoại giao.
Ban Đại lục do Chủ nhiệm tại cấp nội các quản lý, hiện tại là Trần Minh Thông.
Ban Đại lục có vai trò quan trọng trong việc lập định chính sách, phát triển quan hệ lưỡng bờ và khuyên bảo chính phủ trung ương. Cơ quan tài trợ và gián tiếp quản lý Quỹ Giao lưu eo biển, là tổ chức làm trung gian chính thức với Trung Quốc.

## Lịch sử
Tháng 11 năm 1987, quan hệ lưỡng bờ cải thiện mạnh sau khi chính phủ Đài Loan bắt đầu cho phép công dân thăm đại lục vì lý do gia đình. Tháng 8 năm 1988, Hành chính Viện thành lập Ủy ban Công tác đại lục để xử lý công việc về đại lục của các cơ quan chính phủ. Tháng 4 năm 1990, chính phủ Đài Loan soạn thảo Luật Tổ chức Ban Đại lục để cải thiện mức hiệu quả của việc lập chính sách về đại lục. Ngày 18 tháng 1 năm 1991, đạo luật được Lập pháp Viện thông qua, và ngày 28 tháng 1 cùng năm được Tổng thống Lý Đăng Huy ban hành, chính thức ấn định Ban Đại lục làm cơ quan phụ trách sắp đặt chung và giải quyết công việc về Trung Quốc. Năm 2017, Ban Hương Cảng Áo Môn thuộc Ban Đại lục đảm lấy vài chức vụ của Ban Mông Tạng mà lập ra Ban Hương Cảng, Áo Môn, Nội Mông, Tây Tạng được mở rộng.

## Cấu trúc

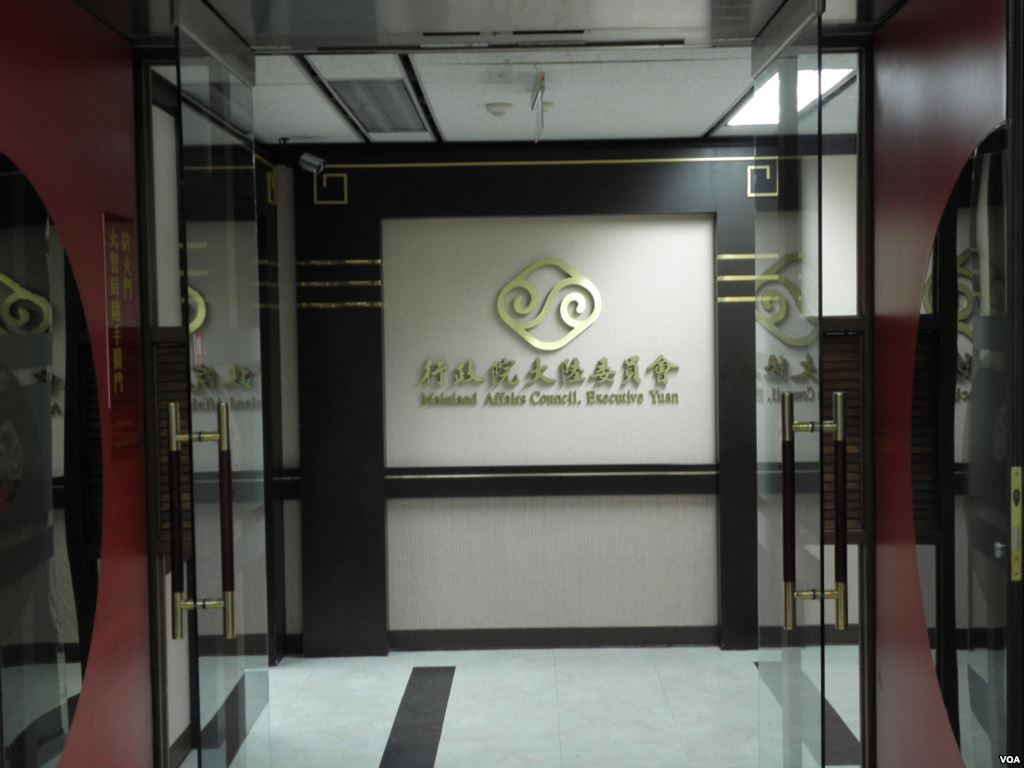
Văn phòng Ban Đại lục

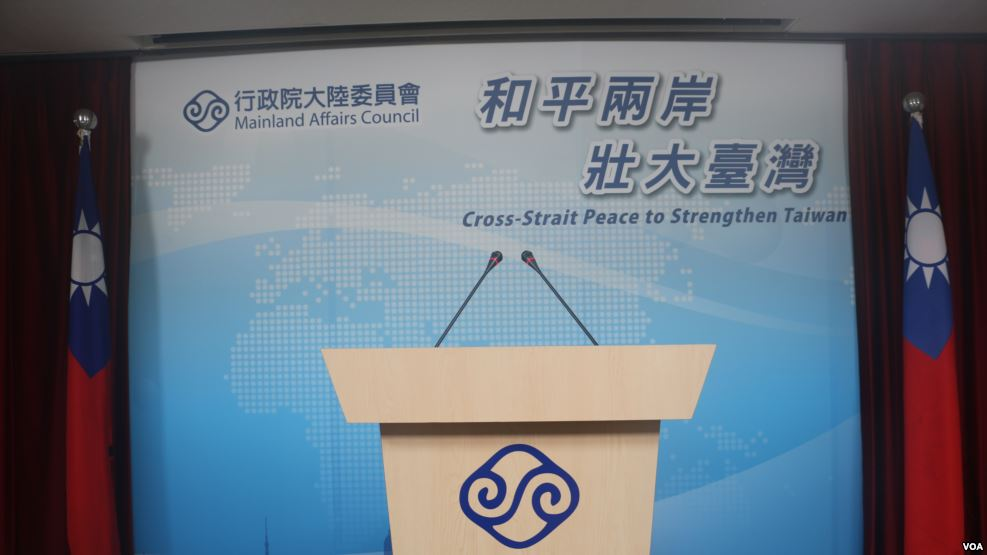
Đài họp báo của Ban Đại lục

Ban Đại lục gồm có các đơn vị sau:

### Ban
- Ban Quy hoạch tổng hợp
- Ban Văn hóa Giáo dục
- Ban Kinh tế
- Ban Pháp chính
- Ban Hương Cảng, Áo Môn, Nội Mông, Tây Tạng
- Ban Liên lạc

### Phòng
- Phòng Thư kí
- Phòng Nhân sự
- Phòng Kế toán
- Phòng Chính phong
- Phòng Thông tin

### Cơ quan khác
- Văn phòng Kinh tế Văn hóa Đài Bắc tại Hương Cảng
- Văn phòng Kinh tế Văn hóa Đài Bắc tại Áo Môn

## Danh sách Chủ nhiệm

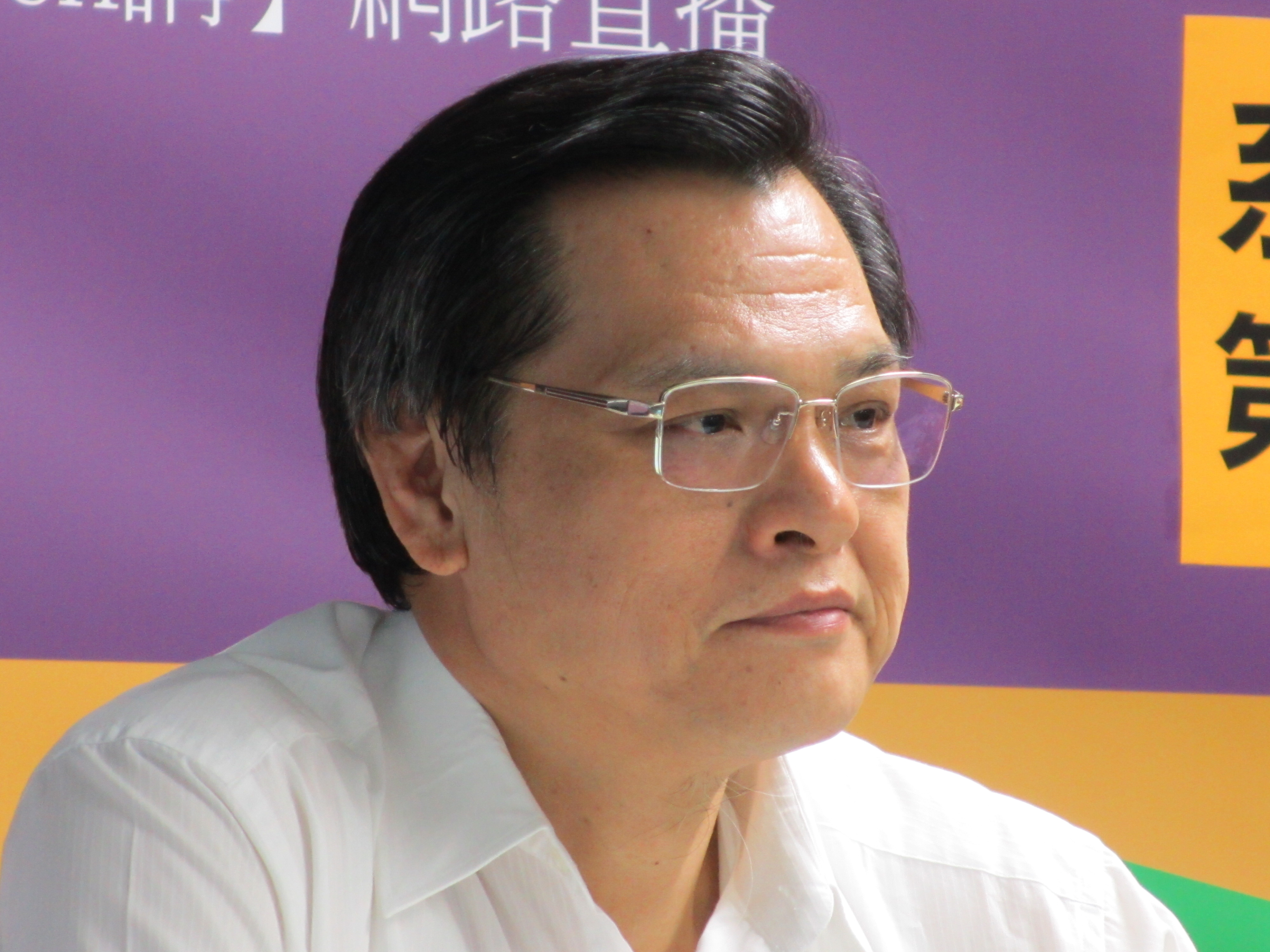
Trần Minh Thông, Chủ nhiệm Ban Đại lục tại chức.

Vô đảng phái/không rõ      Quốc dân Đảng      Dân Tiến Đảng      Liên minh Đoàn kết Đài Loan
| Số  | Họ tên                            | Nhiệm kỳ             | Nhiệm kỳ             | Số ngày | Đảng                        | Viện trưởng                                  |
| --- | --------------------------------- | -------------------- | -------------------- | ------- | --------------------------- | -------------------------------------------- |
| 1   | Thi Khải Trường (施啟揚)          | 7 tháng 2 năm 1991   | 31 tháng 5 năm 1991  | 113     | Quốc dân Đảng               | Hác Bách Thôn                                |
| 2   | Hoàng Côn Huy (黃昆輝)            | 1 tháng 6 năm 1991   | 14 tháng 12 năm 1994 | 1292    | Quốc dân Đảng               | Hác Bách Thôn Liên Chiến                     |
| 3   | Tiêu Vạn Trường (蕭萬長)          | 15 tháng 12 năm 1994 | 3 tháng 12 năm 1995  | 353     | Quốc dân Đảng               | Liên Chiến                                   |
| —   | Cao Khổng Liêm (高孔廉)           | 3 tháng 12 năm 1995  | 27 tháng 2 năm 1996  | 86      | Quốc dân Đảng               | Liên Chiến                                   |
| 4   | Trương Kinh Dục (張京育)          | 28 tháng 2 năm 1996  | 31 tháng 1 năm 1999  | 1068    | Quốc dân Đảng               | Liên Chiến Tiêu Vạn Trường                   |
| 5   | Tô Khởi (蘇起)                    | 1 tháng 2 năm 1999   | 19 tháng 5 năm 2000  | 473     | Quốc dân Đảng               | Tiêu Vạn Trường                              |
| 6   | Thái Anh Văn (蔡英文)             | 20 tháng 5 năm 2000  | 19 tháng 5 năm 2004  | 1460    | Vô đảng phái                | Đường Phi Trương Tuấn Hùng Du Tích Khôn      |
| 7   | Ngô Chiêu Tiếp (吳釗燮)           | 20 tháng 5 năm 2004  | 10 tháng 4 năm 2007  | 1055    | Dân Tiến Đảng               | Du Tích Khôn Tạ Trường Đình Tô Trinh Xương I |
| 8   | Trần Minh Thông (陳明通)          | 10 tháng 4 năm 2007  | 19 tháng 5 năm 2008  | 405     | Dân Tiến Đảng               | Tô Trinh Xương I Trương Tuấn Hùng            |
| 9   | Lại Hạnh Viện (賴幸媛)            | 20 tháng 5 năm 2008  | 28 tháng 9 năm 2012  | 1592    | Liên minh Đoàn kết Đài Loan | Lưu Triệu Huyền Ngô Đôn Nghĩa Trần Xung      |
| 10  | Vương Úc Kỳ (王郁琦)              | 28 tháng 9 năm 2012  | 16 tháng 2 năm 2015  | 871     | Quốc dân Đảng               | Trần Xung Giang Nghi Hoa Mao Trị Quốc        |
| 11  | Hạ Lập Ngôn (夏立言)              | 16 tháng 2 năm 2015  | 19 tháng 5 năm 2016  | 458     |                             | Mao Trị Quốc Trương Thiện Chính              |
| 12  | Trương Tiểu Nguyệt (張小月)       | 20 tháng 5 năm 2016  | 26 tháng 2 năm 2018  | 647     | Vô đảng phái                | Lâm Toàn Lại Thanh Đức                       |
| —   | Lâm Chính Nghĩa (林正義) tạm thay | 26 tháng 2 năm 2018  | 19 tháng 3 năm 2018  | 21      | Vô đảng phái                | Lại Thanh Đức                                |
| (8) | Trần Minh Thông (陳明通)          | 19 tháng 3 năm 2018  | Tại chức             | 2545    | Dân Tiến Đảng               | Lại Thanh Đức Tô Trinh Xương II              |